# Île-de-France, Grönland
Île de France är en ö i Tunu på Grönland. Dess yta är 246 km2. Den hade inga invånare år 2005.